# 인터넷 중독 논쟁
인터넷 중독 논쟁이란 인터넷 중독 또는 인터넷 중독 장애(Internet addiction disorder, IAD)의 실재와 접근방식, 조치 등에 대한 논쟁을 말한다. 한국에서는 2011년 인터넷 게임에 대한 규제를 포함한 청소년보호법 제26조를 통해 본격화되었다. 게임 셧다운제라고 불리기도 하는 해당 조항은 헌법소원의 대상이 되었으며, 헌법재판소는 이에 대해 합헌 판결을 내렸다. 그러나 '인터넷 중독'이 학술적으로 여전히 논쟁적인 개념이라는 점에서 헌법재판소의 판결에 대해서도 논란이 지속되고 있다.

## 참고 자료
- 김지연, "인터넷게임 중독논쟁의 기술사회적 함의," Journal of Korea Game Society, Vol.14, No.1, pp.81-92, 2014.
- "헌재, 심야시간 인터넷 게임 '강제 셧다운제' 합헌", 연합뉴스, 2014년 4월 24일.

## 같이 보기
- 인터넷 중독 장애